# Litauen beim Eurovision Song Contest
Teilnehmende Rundfunkanstalt

Erste Teilnahme
1994
Anzahl der Teilnahmen
25 (Stand 2025)
Höchste Platzierung
6 (2006)
Höchste Punktzahl
220 (2021)
Niedrigste Punktzahl
0 (1994)
Punkteschnitt (seit erstem Beitrag)
56,10 (Stand 2019)
Punkteschnitt pro abstimmendem Land im 12-Punkte-System
1,20 (Stand 2019)
Dieser Artikel befasst sich mit der Geschichte Litauens als Teilnehmer am Eurovision Song Contest.

## Regelmäßigkeit der Teilnahme und Erfolge im Wettbewerb

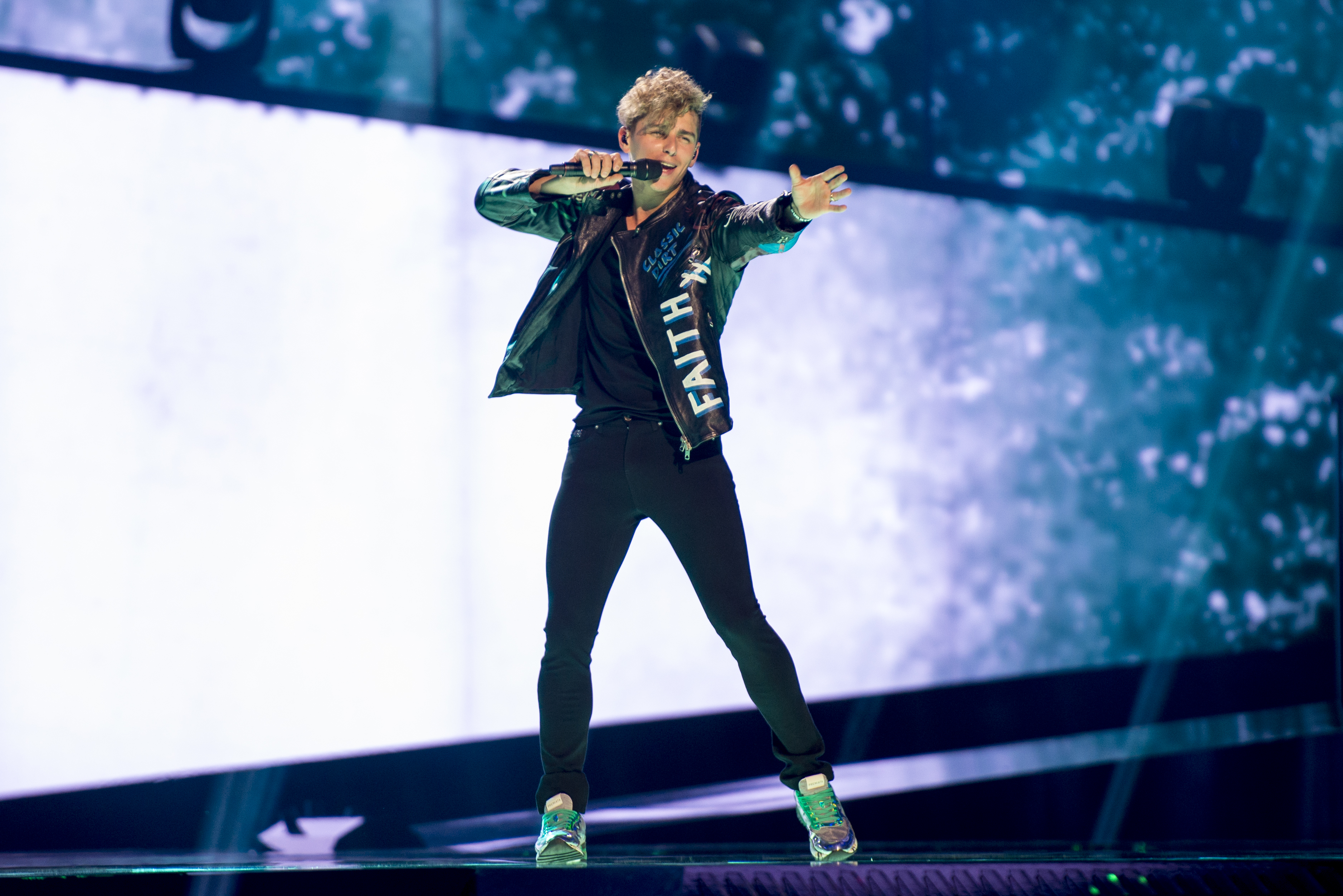
Donny Montell nahm bereits 2012 für Litauen teil und erreichte 2016 mit Platz 9 das drittbeste Ergebnis des Landes beim Wettbewerb

Litauen nahm 1994 zum ersten Mal am Wettbewerb teil. Das Debüt verlief allerdings wenig erfolgreich: das Land wurde Letzter mit null Punkten. Durch diese schlechte Platzierung musste das Land 1995 aussetzen. Von 1996 bis 1998 verzichtete das Land dann freiwillig auf eine Teilnahme, allerdings ohne dazu nähere Gründe zu nennen. 1999, nach fünf Jahren Abstinenz, nahm Litauen wieder teil und schickte die Sängerin Aistė mit ihrem Lied Strazdas. Allerdings konnte auch dieser Beitrag nicht überzeugen, denn er landete lediglich auf Platz 20. Durch die Platzierung musste das Land im Jahre 2000 also wieder aussetzen. 2001 durfte Litauen wieder einen Beitrag einreichen und erreichte mit der Band Skamp und ihrem Lied You Got Style einen akzeptablen Platz 13. 2002 belegte das Land dann nur den vorletzten Platz, womit 2003 wieder eine Pause eingelegt werden musste. Erst ab 2004 konnte das Land regelmäßig teilnehmen und später einen ersten Erfolg feiern.
So musste Litauen 2004 am neu eingeführten Halbfinale teilnehmen. Dort belegte das Duett Linas & Simona allerdings nur Platz 15, womit das Land die Finalqualifikation deutlich verpasste. Auch 2005 ging Litauen im Halbfinale an den Start, belegte dort aber zum zweiten Mal nach 1994 den letzten Platz. Nach diesem Misserfolg konnte das Land 2006 dann erstmals einen Erfolg im Wettbewerb verbuchen. So konnte die Band LT United Platz 5 im Halbfinale belegen, womit Litauen sich erstmals für das Finale qualifizierte. Im Finale erreichte der Beitrag We Are The Winners dann Platz 6 mit 162 Punkten, was bis heute das beste Ergebnis des Landes im Wettbewerb darstellt. Nach diesem Erfolg war Litauen 2007 bereits für das Finale vorqualifiziert. Allerdings konnte der Erfolg des Vorjahres dort nicht fortgeführt werden, denn am Ende stand Platz 21 im Finale zu Buche. 2008 verpasste das Land dann erstmals seit drei Jahren wieder die Finalqualifikation. 2009 gelang dann zwar wieder der Einzug in das Finale, mit dem drittletzten Platz dort konnte aber erneut kein gutes Ergebnis erzielt werden. 2010 schied das Land dann wieder im Halbfinale aus. Erst ab 2011 konnte das Land wieder besser im Wettbewerb abschneiden.
Die Sängerin Evelina Sašenko erreichte 2011 das Finale und belegte dort am Ende Platz 19. 2012 landete der Sänger Donny Montell dann auf Platz 3 im Halbfinale, was bis heute das beste Ergebnis Litauens im Halbfinale darstellt. Nach der erfolgreichen Finalqualifikation stand dann am Ende Platz 14 zu Buche, das beste Ergebnis Litauens seit sechs Jahren. Auch 2013 konnte sich das Land für das Finale qualifizieren und nahm somit erstmals drei Mal in Folge am Finale teil. Allerdings belegte der Sänger Andrius Pojavis dort am Ende nur Platz 22. 2014 verpasste Litauen dann erstmals seit vier Jahren das Finale, wenn auch knapp mit Platz 11 im Halbfinale. 2015 gelang dann wieder der Finaleinzug, am Ende belegte das Duett Monika Linkytė & Vaidas Baumila Platz 18. 2016 nahm dann erneut der Sänger Donny Montell für Litauen teil. Mit seinem Lied I’ve Been Waiting for This Night konnte er dann sein Ergebnis von 2012 sogar noch übertreffen. Nach einer erfolgreichen Finalqualifikation belegte der Titel am Ende Platz 9 mit 200 Punkten. Das stellt bis heute Litauens drittbestes Ergebnis im Wettbewerb dar. Die 200 Punkte sind zudem Litauens bis heute zweithöchste Punktzahl im Wettbewerb.
Nach diesem Erfolg folgte 2017 dann wieder ein Misserfolg; die Band Fusedmarc belegte mit ihrem Titel Rain Of Revolution den vorletzten Platz im Halbfinale. 2018 gelang Litauen dann wieder der Finaleinzug. Die Sängerin Ieva Zasimauskaitė holte dort am Ende mit ihrem Lied When We're Old Platz 12 mit 181 Punkten, Litauens bis heute viertbestes Ergebnis im Wettbewerb. 2019 wurde das Finale dann wieder verpasst, allerdings sehr knapp. Der Sänger Jurij Veklenko landete auf Platz 11 mit einem Punkt weniger als Dänemark, welches Platz 10 belegte. Nachdem der Wettbewerb 2020 abgesagt wurde, sendete man erneut die Gewinner des Vorentscheides von 2020, The Roop, zum ESC 2021. Dort erreichten sie das Finale und mit Platz 8 von 26 das zweitbeste Ergebnis des Landes (nach 2006). In diesem Jahr erreichte Litauen mit 220 Punkte die bis heute höchste Punktzahl. Auch 2022 qualifizierte man sich für das Finale, mit Platz 14 von 26 verfehlte man nur knapp die linke Tabellenhälfte. Zudem war es seit 1994 der erste Beitrag, der vollständig in Litauisch vorgetragen wurde. Auch 2023 konnte man sich erneut für das Finale qualifizieren. Mit einem 11. Platz verfehlte man nur knapp die Top Ten. Auch im Jahr 2024 hat sich Litauen mit Luktelk von Silvester Belt für das Finale qualifizieren können. Im Finale wurde Platz 14 mit 90 Punkten belegt, wovon die meisten von dem Publikum kamen. Auch 2025 konnte sich Litauen für das Finale qualifizieren. Es stellt damit die bislang längste Finalqualifikation in Folge (5 Jahre) für das Land dar. Im Finale erreichte man mit Platz 16 ein Ergebnis im Mittelfeld. 
Über die gesamte Zeit landeten 6 von 25 Beiträgen in der linken Tabellenhälfte, also deutlich weniger als die Hälfte. Dazu verpasste das Land bisher sieben Mal das Finale und belegte zwei Mal den letzten Platz. Ein 6., 8., und 9. Platz sind bislang die besten Ergebnisse des Landes. Litauen ist zudem das einzige baltische Land, das den Wettbewerb noch nie gewinnen konnte, während Estland und Lettland den ESC bereits je einmal gewonnen haben (2001 und 2002). Wiederum konnte Litauen bislang öfter das Finale erreichen als Estland oder Lettland. Die Erfolgsbilanz des Landes hat sich seit 2021 jedoch verbessert. Somit zählt Litauen zu den eher durchschnittlich erfolgreichen Ländern im Wettbewerb.

## Liste der Beiträge
Farblegende:
– 1. Platz. 
– 2. Platz. 
– 3. Platz. 
– Punktgleichheit mit dem letzten Platz.
– ausgeschieden im Halbfinale/in der Qualifikation/im osteuropäischen Vorentscheid.
– keine Teilnahme/nicht qualifiziert.
– Absage des Eurovision Song Contests.
| Jahr           | Interpret                       | Titel Musik (M) und Text (T) | Sprache                  | Übersetzung                        | Finale                                           | Finale                                           | Halbfinale/ Qualifikation                        | Halbfinale/ Qualifikation                        | Nationaler Vorentscheid               |
| Jahr           | Interpret                       | Titel Musik (M) und Text (T) | Sprache                  | Übersetzung                        | Platz                                            | Punkte                                           | Platz                                            | Punkte                                           | Nationaler Vorentscheid               |
| -------------- | ------------------------------- | --- | ------------------------ | ---------------------------------- | ------------------------------------------------ | ------------------------------------------------ | ------------------------------------------------ | ------------------------------------------------ | ------------------------------------- |
| 1994           | Ovidijus Vyšniauskas            | Lopšinė mylimai M: Ovidijus Vyšniauskas; T: Gintaras Zdebskis                                                                                                 | Litauisch                | Schätzchens Wiegenlied             | 25 / 25                                          | 0                                                | Direkt für das Finale qualifiziert               | Direkt für das Finale qualifiziert               | interne Auswahl                       |
| 1995           | Nicht qualifiziert              | Nicht qualifiziert | Nicht qualifiziert       | Nicht qualifiziert                 | Nicht qualifiziert                               | Nicht qualifiziert                               | Nicht qualifiziert                               | Nicht qualifiziert                               | Nicht qualifiziert                    |
| 1996 1997 1998 | Auf Teilnahme verzichtet        | Auf Teilnahme verzichtet | Auf Teilnahme verzichtet | Auf Teilnahme verzichtet           | Auf Teilnahme verzichtet                         | Auf Teilnahme verzichtet                         | Auf Teilnahme verzichtet                         | Auf Teilnahme verzichtet                         | Auf Teilnahme verzichtet              |
| 1999           | Aistė                           | Strazdas M: Linas Rimša; T: Sigitas Geda | Schemaitisch             | Die Singdrossel                    | 20 / 23                                          | 13                                               | Direkt für das Finale qualifiziert               | Direkt für das Finale qualifiziert               | Nacionalinė atranka į Euroviziją 1999 |
| 2000           | Nicht qualifiziert              | Nicht qualifiziert | Nicht qualifiziert       | Nicht qualifiziert                 | Nicht qualifiziert                               | Nicht qualifiziert                               | Nicht qualifiziert                               | Nicht qualifiziert                               | Nicht qualifiziert                    |
| 2001           | Skamp                           | You Got Style M: Viktoras Diawara, Vilius Alesius; T: Erica Quinn Jennings, Vilius Alesius, Viktoras Diawara                                                  | Englisch, Litauisch a    | Du hast Stil                       | 13 / 23                                          | 35                                               | Direkt für das Finale qualifiziert               | Direkt für das Finale qualifiziert               | Nacionalinė atranka į Euroviziją 2001 |
| 2002           | Aivaras                         | Happy You M/T: Aivaras Stepukonis | Englisch                 | Du bist glücklich                  | 23 / 24                                          | 12                                               | Direkt für das Finale qualifiziert               | Direkt für das Finale qualifiziert               | Nacionalinė atranka į Euroviziją 2002 |
| 2003           | Nicht qualifiziert              | Nicht qualifiziert | Nicht qualifiziert       | Nicht qualifiziert                 | Nicht qualifiziert                               | Nicht qualifiziert                               | Nicht qualifiziert                               | Nicht qualifiziert                               | Nicht qualifiziert                    |
| 2004           | Linas & Simona                  | What’s Happened to Your Love? M: Michalis Antonius, Linas Adomatis; T: Camden MS                                                                              | Englisch                 | Was ist mit deiner Liebe passiert? | Ausgeschieden                                    | Ausgeschieden                                    | 16 / 22                                          | 26                                               | Nacionalinė atranka į Euroviziją 2004 |
| 2005           | Laura & the Lovers              | Little by Little M: Bobby Ljunggren; T: William Butt | Englisch                 | Schritt für Schritt                | Ausgeschieden                                    | Ausgeschieden                                    | 25 / 25                                          | 17                                               | Nacionalinė atranka į Euroviziją 2005 |
| 2006           | LT United                       | We Are the Winners M: Andrius Mamontovas, Saulius Urbonavičius; Andrius Mamontovas, Viktoras Diawara                                                          | Englisch, Französisch    | Wir sind die Sieger                | 6 / 24                                           | 162                                              | 5 / 23                                           | 163                                              | Nacionalinė atranka į Euroviziją 2006 |
| 2007           | 4 Fun                           | Love or Leave M/T: Julija Ritčik | Englisch                 | Liebe oder gehe                    | 21 / 24                                          | 28                                               | Direkt für das Finale qualifiziert               | Direkt für das Finale qualifiziert               | Nacionalinė atranka į Euroviziją 2007 |
| 2008           | Jeronimas Milius                | Nomads In The Night M: Vytautas Diškevičius; T: Jeronimas Milius                                                                                              | Englisch                 | Nomaden in der Nacht               | Ausgeschieden                                    | Ausgeschieden                                    | 16 / 19                                          | 30                                               | Nacionalinė atranka į Euroviziją 2008 |
| 2009           | Sasha Son                       | Love M/T: Dmitrij Šavrov (Sasha Son) | Englisch, Russisch       | Liebe                              | 23 / 25                                          | 23                                               | 9 / 19                                           | 66                                               | Lietuvos Dainų Daina                  |
| 2010           | InCulto                         | Eastern European Funk M/T: InCulto | Englisch                 | Osteuropäischer Funk               | Ausgeschieden                                    | Ausgeschieden                                    | 12 / 17                                          | 44                                               | Eurovizija 2010                       |
| 2011           | Evelina Sašenko                 | C’est ma vie M: Paulius Zdanavičius; T: Andrius Kairys | Englisch, Französisch    | Das ist mein Leben                 | 19 / 25                                          | 63                                               | 5 / 19                                           | 81                                               | Eurovizija 2011                       |
| 2012           | Donny Montell                   | Love Is Blind M: Brandon Stone; T: Brandon Stone, Jodie Rose                                                                                                  | Englisch                 | Liebe ist blind                    | 14 / 26                                          | 70                                               | 3 / 18                                           | 104                                              | Eurovizija 2012                       |
| 2013           | Andrius Pojavis                 | Something M/T: Andrius Pojavis | Englisch                 | Etwas                              | 22 / 26                                          | 17                                               | 9 / 16                                           | 53                                               | Eurovizijos 2013                      |
| 2014           | Vilija Matačiūnaitė             | Attention M: Viktoras Vaupšas; T: Vilija Matačiūnaitė | Englisch                 | Achtung                            | Ausgeschieden                                    | Ausgeschieden                                    | 11 / 15                                          | 36                                               | Eurovizijos 2014                      |
| 2015           | Monika Linkytė & Vaidas Baumila | This Time M: Vytautas Bikus; T: Monika Liubinaitė | Englisch                 | Dieses Mal                         | 18 / 27                                          | 30                                               | 7 / 17                                           | 67                                               | Eurovizijos 2015                      |
| 2016           | Donny Montell                   | I’ve Been Waiting for This Night M/T: Jonas Thander, Beatrice Robertsson                                                                                      | Englisch                 | Ich habe auf diese Nacht gewartet  | 9 / 26                                           | 200                                              | 4 / 18                                           | 222                                              | Eurovizijos 2016                      |
| 2017           | Fusedmarc                       | Rain Of Revolution M: Viktorija Ivanovskaja, Denis Zujev, Michail Levin; T: Denis Zujev, Michail Levin                                                        | Englisch                 | Regen der Revolution               | Ausgeschieden                                    | Ausgeschieden                                    | 17 / 18                                          | 42                                               | Eurovizijos 2017                      |
| 2018           | Ieva Zasimauskaitė              | When We’re Old M/T: Vytautas Bikus | Englisch, Litauisch      | Wenn wir alt sind                  | 12 / 26                                          | 181                                              | 9 / 19                                           | 119                                              | Eurovizijos 2018                      |
| 2019           | Jurij Veklenko                  | Run With The Lions M/T: Ashley Hicklin, Eric Lumiere, Pele Loriano                                                                                            | Englisch                 | Renne mit den Löwen                | Ausgeschieden                                    | Ausgeschieden                                    | 11 / 18                                          | 93                                               | Eurovizijos 2019                      |
| 2020           | The Roop                        | On Fire M: Vaidotas Valiukevičius, Robertas Baranauskas, Mantas Banišauskas; T: Vaidotas Valiukevičius                                                        | Englisch                 | Am Brennen                         | Absage wegen der COVID-19-Pandemie durch die EBU | Absage wegen der COVID-19-Pandemie durch die EBU | Absage wegen der COVID-19-Pandemie durch die EBU | Absage wegen der COVID-19-Pandemie durch die EBU | Pabandom iš naujo! 2020               |
| 2021           | The Roop                        | Discoteque M: Vaidotas Valiukevičius, Robertas Baranauskas, Mantas Banišauskas, Ilkka Wirtanen; T: Vaidotas Valiukevičius, Mantas Banišauskas, Kalle Lindroth | Englisch                 | Diskothek                          | 8 / 26                                           | 220                                              | 4 / 16                                           | 203                                              | Pabandom iš naujo! 2021               |
| 2022           | Monika Liu                      | Sentimentai M/T: Monika Liubinaitė | Litauisch                | Gefühle                            | 14 / 25                                          | 128                                              | 7 / 17                                           | 159                                              | Pabandom iš naujo! 2022               |
| 2023           | Monika Linkytė                  | Stay M/T: Krists Indrišonoks, Monika Linkytė | Englisch, Litauisch      | Bleib                              | 11 / 26                                          | 127                                              | 4 / 16                                           | 110                                              | Pabandom iš naujo! 2023               |
| 2024           | Silvester Belt                  | Luktelk M/T: Džesika Šyvokaitė, Elena Jurgaitytė, Silvestras Beltė                                                                                            | Litauisch                | Warte                              | 14 / 25                                          | 90                                               | 4 / 15                                           | 119                                              | Eurovizija.LT 2024                    |
| 2025           | Katarsis                        | Tavo akys M/T: Lukas Radzevičius | Litauisch                | Deine Augen                        | 16 / 26                                          | 96                                               | 6 / 16                                           | 103                                              | Eurovizija.LT 2025                    |

## Nationale Vorentscheide
Bis auf das Debüt 1994 hielt Litauen immer eine nationale Vorentscheidung ab. Diese wurde allerdings unter verschiedenen Namen und Formaten abgehalten. Da die Vorentscheidungen in Litauen meistens über mehrere Wochen, teil Monate ging, wurde das Land als ESC-Teilnehmer mit dem längsten Vorentscheid bekannt.

### Nacionalinė atranka į Euroviziją(1999 bis 2008)
1999, 2001 und 2002 fand eine nationale Vorentscheidung unter den Namen Nacionalinė atranka į Euroviziją jeweils an einem Abend mit 12 oder 15 Teilnehmern statt, die jeweils einen Titel vorstellten. Bestimmt wurde der Sieger 1999 alleine durch eine Jury (obwohl parallel eine Telefonabstimmung stattfand, die aber keinen Einfluss hatte), 2001 und 2002 jeweils durch eine Mischung aus Jury- und Telefonabstimmung. 2002 wurde der Siegertitel We All der Gruppe B'Avarija nach dem Vorentscheid disqualifiziert.
Ab 2004 wurden die Vorentscheide durch vorher stattfindende Halbfinalrunden mit verhältnismäßig vielen Teilnehmern deutlich aufwändiger gestaltet, besonders in den Jahren 2006 und 2007, als vor den Halbfinalrunden jeweils Viertelfinalrunden stattfanden, in denen die Sänger in die Gruppen Bekannte Sänger, Weniger bekannte Sänger und Neueinsteiger eingeteilt wurden. 2004 wurde weiterhin per Jury und Publikumsabstimmung gewählt, ab 2005 nur noch per Telefon.

### Lietuvos Dainų Daina(2009)
2009 führte LRT eine neue Vorentscheidung unter den Namen Lietuvos Dainų Daina ein. Diese bestand aus sechs Sendungen: drei Heats, zwei Halbfinalen und einem Finale. Insgesamt 36 Lieder nahmen am Ende an der Vorentscheidung teil. Abgestimmt wurde in jeder Sendung über regionales Televoting, welches im typischen Eurovision-Punktestil (12, 10, 8 bis 1 Punkt/e) vergeben wurde.

### Eurovizijos(2010 bis 2019)
Seit 2010 besteht der Vorentscheid Eurovizijos (von 2010 bis 2012 Eurovizija) aus mehreren Vorrunden und dem Finale, die sich ab 2013 über mehrere Monate hinzogen, 2013 von Oktober bis Dezember und 2014 von Dezember bis März. Auch 2015 wurde ein Marathon-Vorentscheid veranstaltet, jedoch gewann das Finale diesmal ein Duett aus zwei der drei Finalisten. 2016, 2017 und 2018 zog sich der Vorentscheid von Januar bis März hinweg. 2017 fand das Finale allerdings, anders als in den Jahren zuvor, nicht im Studio von LRT statt, sondern in der Švyturio Arena in Klaipėda. Auch 2018 fand das Finale in einer Arena statt, nämlich der Žalgirio Arena. 2019 fand der Vorentscheid dann wieder vollständig in den LRT-Studios statt und fand lediglich über zwei Monate, Januar und Februar, verteilt statt.

### Pabandom iš naujo!(2020 bis 2023)
2020 führte LRT dann ein komplett neues Vorentscheidungsformat ein. Es war deutlich kürzer als das vorherige und besteht nur noch aus sechs Sendungen (drei Heats, zwei Halbfinale und einem Finale) mit insgesamt 36 Teilnehmern. Abgestimmt wurde per Mix aus Jury- und Televoting. Das gleiche Format wurde für 2021, 2022 und 2023 genutzt.

### Eurovizija.LT(seit 2024)
Nach den drei erfolgreichen Jahren durch den Vorentscheid Pabandom iš naujo! kündigte LRT dann erneut ein neues Vorentscheid-Format an, das dem vorherigen allerdings im Kern sehr ähneln soll und einen neuen Namen trägt. Die Vorrunden wurden demnach auf 5 gekürzt, in der sich immer 2 Kandidaten mit den meisten Stimmen für das Finale qualifizierten. Im Finale gelangen dann die 3 Teilnehmer mit den meisten Stimmen von der Erstrunde in das Superfinale. Die anderen 7 (insgesamt 10) scheiden aus. Das Finale fand in der Švyturio Arena in Klaipėda statt.

## Sprachen
Der Großteil der litauischen Beiträge wurde vollständig in Englisch gesungen. Der erste litauische Beitrag wurde 1994 regelkonform in der Landessprache vorgetragen. 1999 wurde der Beitrag Strazdas in dem eher unbekannten Dialekt Schemaitisch vorgetragen. Der Rap-Teil des Liedes You Got Style von 2001 enthielt zusätzlich Zeilen auf Litauisch, Französisch und Deutsch. Der Beitrag von 2006 enthielt ebenfalls zwei Zeilen auf Französisch. Darüber hinaus wurde der Beitrag von 2009 Love ab dem letzten Refrain auf Russisch und das Lied von 2011, C’est ma vie, teilweise auf Französisch vorgetragen. 2018 enthielt das Lied When We're Old einige Zeilen auf Litauisch am Ende. Von Love or Leave aus dem Jahre 2007 wurde zudem eine litauische Version aufgenommen. Ab 2022 wurden alle Beiträge ganz oder teilweise auf Litauisch vorgetragen (2022, 2024 und 2025 komplett auf Litauisch, 2023 enthielt der Text eine wiederkehrende Phrase).

## Kommentatoren und Punktesprecher
| Jahr | Kommentator                          | Punktesprecher           |
| ---- | ------------------------------------ | ------------------------ |
| 1994 | –                                    | Gitana Lapinskaitė       |
| 1995 | Keine Übertragung                    | Nicht qualifiziert       |
| 1996 | –                                    | Auf Teilnahme verzichtet |
| 1997 | Keine Übertragung                    | Auf Teilnahme verzichtet |
| 1998 | –                                    | Auf Teilnahme verzichtet |
| 1999 | –                                    | Andrius Tapinas          |
| 2000 | Ramūnas Česonis and Vilija Grigonytė | Nicht qualifiziert       |
| 2001 | Darius Užkuraitis                    | Loreta Tarozaitė         |
| 2002 | Darius Užkuraitis                    | Loreta Tarozaitė         |
| 2003 | Darius Užkuraitis                    | Nicht qualifiziert       |
| 2004 | Darius Užkuraitis                    | Rolandas Vilkončius      |
| 2005 | Darius Užkuraitis                    | Rolandas Vilkončius      |
| 2006 | Darius Užkuraitis                    | Lavija Šurnaitė          |
| 2007 | Darius Užkuraitis                    | Lavija Šurnaitė          |
| 2008 | Darius Užkuraitis                    | Rolandas Vilkončius      |
| 2009 | Darius Užkuraitis                    | Ignas Krupavičius        |
| 2010 | Darius Užkuraitis                    | Giedrius Masalskis       |
| 2011 | Darius Užkuraitis                    | Giedrius Masalskis       |
| 2012 | Darius Užkuraitis                    | Ignas Krupavičius        |
| 2013 | Darius Užkuraitis                    | Ignas Krupavičius        |
| 2014 | Darius Užkuraitis                    | Ignas Krupavičius        |
| 2015 | Darius Užkuraitis                    | Ugnė Galadauskaitė       |
| 2016 | Darius Užkuraitis                    | Ugnė Galadauskaitė       |
| 2017 | Darius Užkuraitis & Gerūta Griniūtė  | Eglė Daugėlaitė          |
| 2018 | Darius Užkuraitis & Gerūta Griniūtė  | Eglė Daugėlaitė          |
| 2019 | Darius Užkuraitis & Gerūta Griniūtė  | Giedrius Masalskis       |
| 2021 | Ramūnas Zilnys                       | Andrius Mamontovas       |
| 2022 | Ramūnas Zilnys                       | Vaidotas Valiukevičius   |
| 2023 | Ramūnas Zilnys                       | Monika Liu               |
| 2024 | Ramūnas Zilnys                       | Monika Linkytė           |
| 2025 | Ramūnas Zilnys                       | Silvester Belt           |

## Punktevergabe
Folgende Länder erhielten die meisten Punkte von oder vergaben die meisten Punkte an Litauen (Stand: 2025):
| Die meisten im Finale vergebenen Punkte | Die meisten im Finale vergebenen Punkte | Die meisten im Finale vergebenen Punkte |
| Platz                                   | Land                                    | Punkte                                  |
| --------------------------------------- | --------------------------------------- | --------------------------------------- |
| 1                                       | Ukraine                                 | 156                                     |
| 2                                       | Schweden                                | 142                                     |
| 3                                       | Russland                                | 129                                     |
| 4                                       | Lettland                                | 119                                     |
| 5                                       | Estland                                 | 113                                     |

| Die meisten im Finale erhaltenen Punkte | Die meisten im Finale erhaltenen Punkte | Die meisten im Finale erhaltenen Punkte |
| Platz                                   | Land                                    | Punkte                                  |
| --------------------------------------- | --------------------------------------- | --------------------------------------- |
| 1                                       | Lettland                                | 161                                     |
| 2                                       | Irland                                  | 131                                     |
| 3                                       | Vereinigtes Königreich                  | 125                                     |
| 4                                       | Estland                                 | 85                                      |
| 5                                       | Georgien                                | 81                                      |
| 5                                       | Ukraine                                 | 81                                      |

| Die meisten insgesamt vergebenen Punkte | Die meisten insgesamt vergebenen Punkte | Die meisten insgesamt vergebenen Punkte |
| Platz                                   | Land                                    | Punkte                                  |
| --------------------------------------- | --------------------------------------- | --------------------------------------- |
| 1                                       | Ukraine                                 | 297                                     |
| 2                                       | Lettland                                | 241                                     |
| 3                                       | Schweden                                | 196                                     |
| 4                                       | Estland                                 | 192                                     |
| 5                                       | Russland                                | 178                                     |

| Die meisten insgesamt erhaltenen Punkte | Die meisten insgesamt erhaltenen Punkte | Die meisten insgesamt erhaltenen Punkte |
| Platz                                   | Land                                    | Punkte                                  |
| --------------------------------------- | --------------------------------------- | --------------------------------------- |
| 1                                       | Irland                                  | 283                                     |
| 2                                       | Lettland                                | 277                                     |
| 3                                       | Vereinigtes Königreich                  | 274                                     |
| 4                                       | Norwegen                                | 194                                     |
| 5                                       | Ukraine                                 | 162                                     |

### Vergaben der Höchstwertung
Seit 1994 vergab Litauen die Höchstpunktzahl an 16 verschiedene Länder, davon sechsmal an Lettland und die Ukraine. Im Halbfinale dagegen vergab Litauen die Höchstpunktzahl an elf verschiedene Länder, davon je siebenmal an die Ukraine.
| Höchstwertung (Finale) | Höchstwertung (Finale)   | Höchstwertung (Finale)   |
| Jahr                   | Land                     | Platz (Finale)           |
| ---------------------- | ------------------------ | ------------------------ |
| 1994                   | Polen                    | 2                        |
| 1995                   | Nicht qualifiziert       | Nicht qualifiziert       |
| 1996 bis 1998          | Auf Teilnahme verzichtet | Auf Teilnahme verzichtet |
| 1999                   | Irland                   | 17                       |
| 2000                   | Nicht qualifiziert       | Nicht qualifiziert       |
| 2001                   | Estland                  | 1                        |
| 2002                   | Lettland                 | 1                        |
| 2003                   | Nicht qualifiziert       | Nicht qualifiziert       |
| 2004                   | Ukraine                  | 1                        |
| 2005                   | Lettland                 | 5                        |
| 2006                   | Russland                 | 2                        |
| 2007                   | Georgien                 | 12                       |
| 2008                   | Russland                 | 1                        |
| 2009                   | Norwegen                 | 1                        |
| 2010                   | Georgien                 | 9                        |
| 2011                   | Georgien                 | 9                        |
| 2012                   | Aserbaidschan            | 4                        |
| 2013                   | Aserbaidschan            | 2                        |
| 2014                   | Niederlande              | 2                        |
| 2015                   | Lettland                 | 6                        |
| 2016                   | Australien (J)           | 2                        |
| 2016                   | Lettland (T)             | 15                       |
| 2017                   | Portugal (J & T)         | 1                        |
| 2018                   | Österreich (J)           | 3                        |
| 2018                   | Estland (T)              | 8                        |
| 2019                   | Niederlande (J)          | 1                        |
| 2019                   | Russland (T)             | 3                        |
| 2020                   | Wettbewerb abgesagt      | Wettbewerb abgesagt      |
| 2021                   | Ukraine (J & T)          | 5                        |
| 2022                   | Ukraine (J & T)          | 1                        |
| 2023                   | Schweden (J)             | 1                        |
| 2023                   | Finnland (T)             | 2                        |
| 2024                   | Schweiz (J)              | 1                        |
| 2024                   | Ukraine (T)              | 3                        |
| 2025                   | Lettland (J & T)         | 13                       |

| Höchstwertung (Halbfinale) | Höchstwertung (Halbfinale) | Höchstwertung (Halbfinale) |
| Jahr                       | Land                       | Platz (Halbfinale)         |
| -------------------------- | -------------------------- | -------------------------- |
| 2004                       | Ukraine                    | 2                          |
| 2005                       | Lettland                   | 10                         |
| 2006                       | Russland                   | 3                          |
| 2007                       | Lettland                   | 5                          |
| 2008                       | Lettland                   | 6                          |
| 2009                       | Norwegen                   | 1                          |
| 2010                       | Georgien                   | 3                          |
| 2011                       | Georgien                   | 6                          |
| 2012                       | Georgien                   | 14                         |
| 2013                       | Ukraine                    | 3                          |
| 2014                       | Belarus                    | 5                          |
| 2015                       | Lettland                   | 2                          |
| 2016                       | Australien (J)             | 1                          |
| 2016                       | Lettland (T)               | 8                          |
| 2017                       | Norwegen (J)               | 5                          |
| 2017                       | Estland (T)                | 14                         |
| 2018                       | Irland (J)                 | 6                          |
| 2018                       | Estland (T)                | 5                          |
| 2019                       | Niederlande (J)            | 1                          |
| 2019                       | Lettland (T)               | 15                         |
| 2020                       | Wettbewerb abgesagt        | Wettbewerb abgesagt        |
| 2021                       | Ukraine (J & T)            | 2                          |
| 2022                       | Ukraine (J & T)            | 1                          |
| 2023                       | Polen                      | 3                          |
| 2024                       | Ukraine                    | 2                          |
| 2025                       | Lettland                   | 2                          |

## Verschiedenes
- Litauens 17 Punkte im Halbfinale 2005 waren, bis zu dem Zeitpunkt, die höchste Punktzahl für einen letztplatzierten Beitrag bei einer Eurovisionsveranstaltung seit Einführung des ohne Pause bis heute geltenden Punktesystems 1975. Finnland und die Schweiz überboten dies 2009 und 2011 im Finale, Polen erreichte mehr Punkte als Letztplatzierter im ersten Halbfinale von 2011, ebenso die Slowakei im zweiten Halbfinale 2012. 2018 wurde der Rekord von Portugal mit 39 Punkten gebrochen.
- 1999 erschien die litauische Delegation einen Tag zu spät zu den Proben in Jerusalem, angeblich um die Kosten für eine Übernachtung zu sparen.
- Die Band 4Fun kreierte 2007 die Illusion eines Schattentheaters. Aufgrund der aufwändigen Umbauarbeiten bat die litauische Delegation, vor dem Beitrag eine weitere Moderationspause einzulegen, was jedoch abgelehnt wurde.[3]
- 2016 wurde der litauische ESC-Vertreter Donatas Montvydas in der offiziellen Publikation von Eurovision Song Contest 2016 in Schweden fehlerhaft als Vertreter Lettlands vorgestellt.[4]
- 2019 verfehlte Jurij Veklenko mit nur einem Punkt hinter Dänemark als Elfplatzierter das Finale

## Impressionen

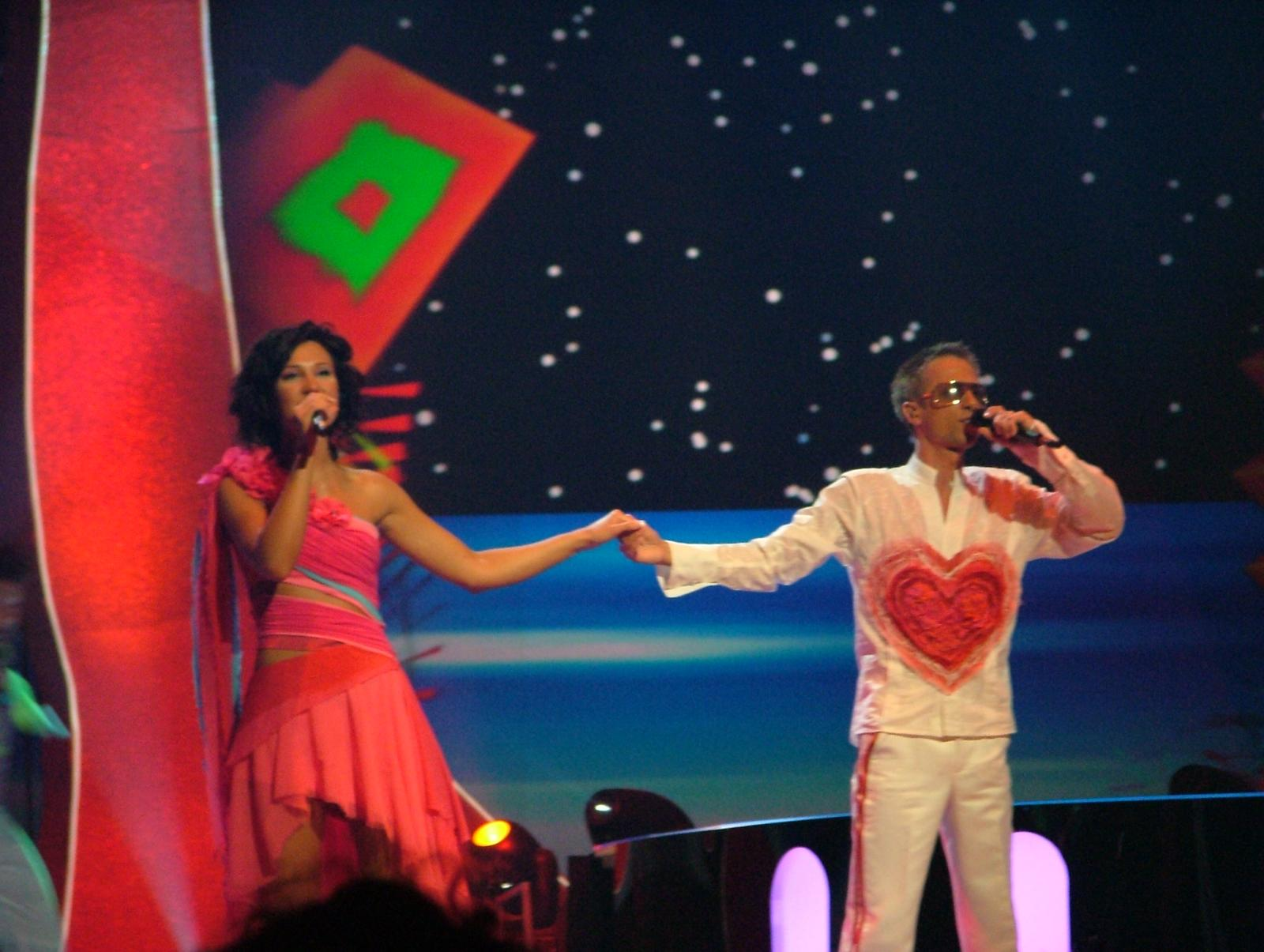
Linas & Simona 2004
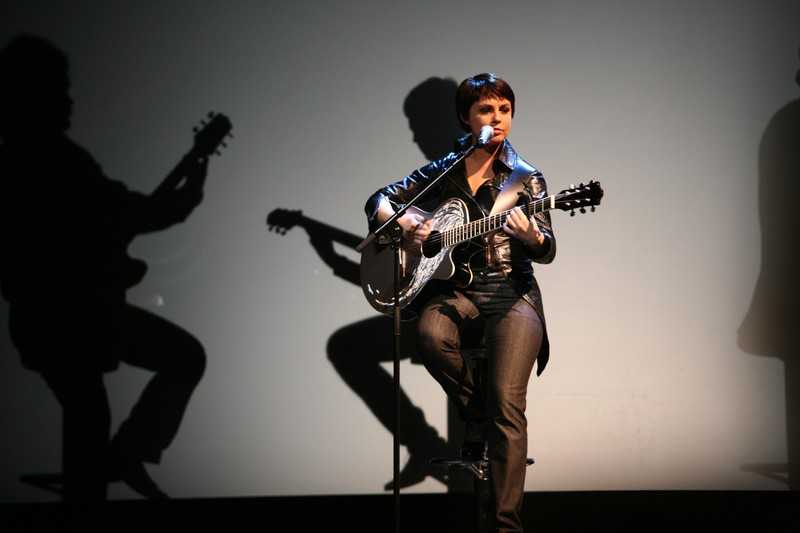
4Fun 2007
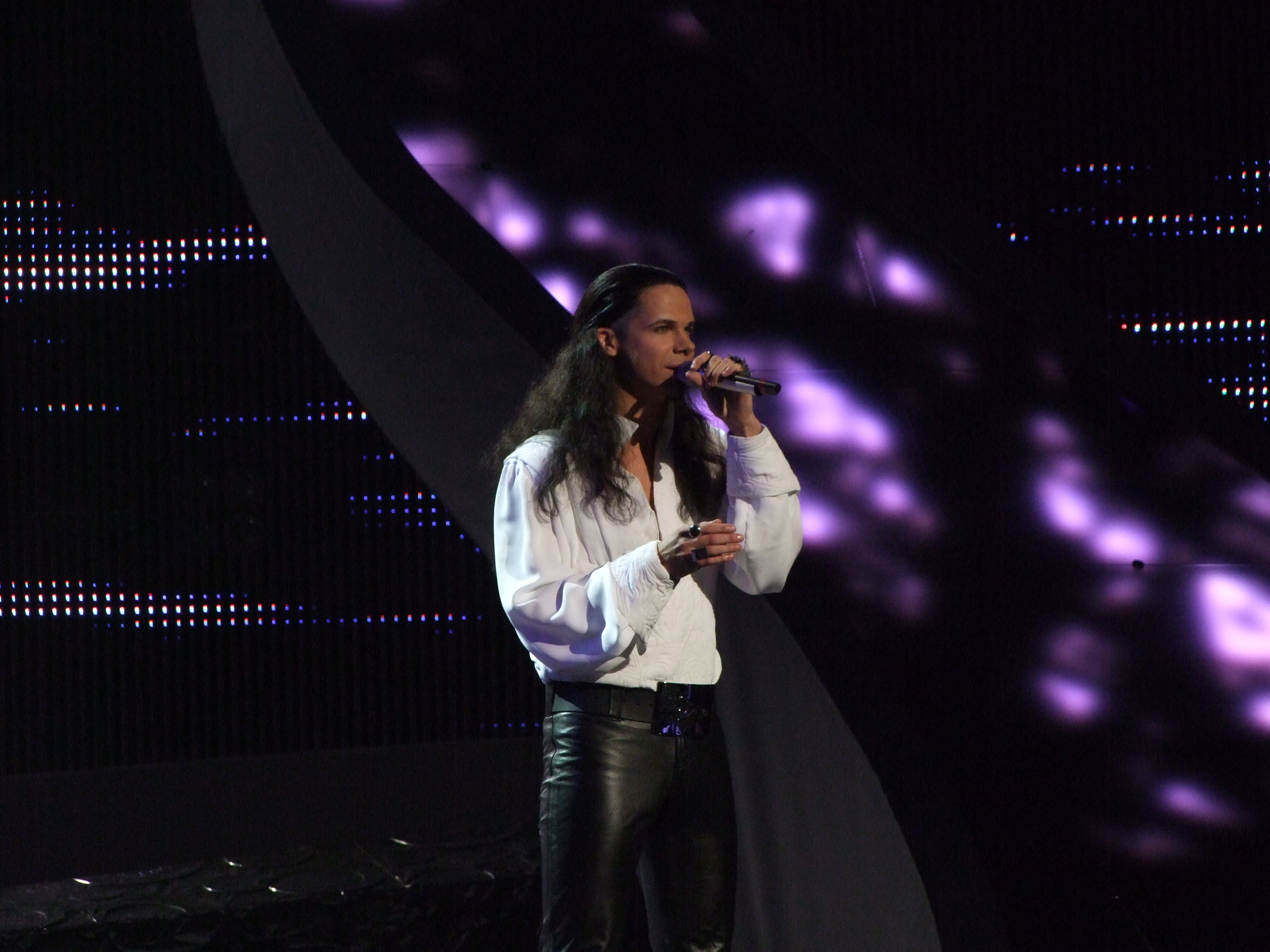
Jeronimas Milius 2008
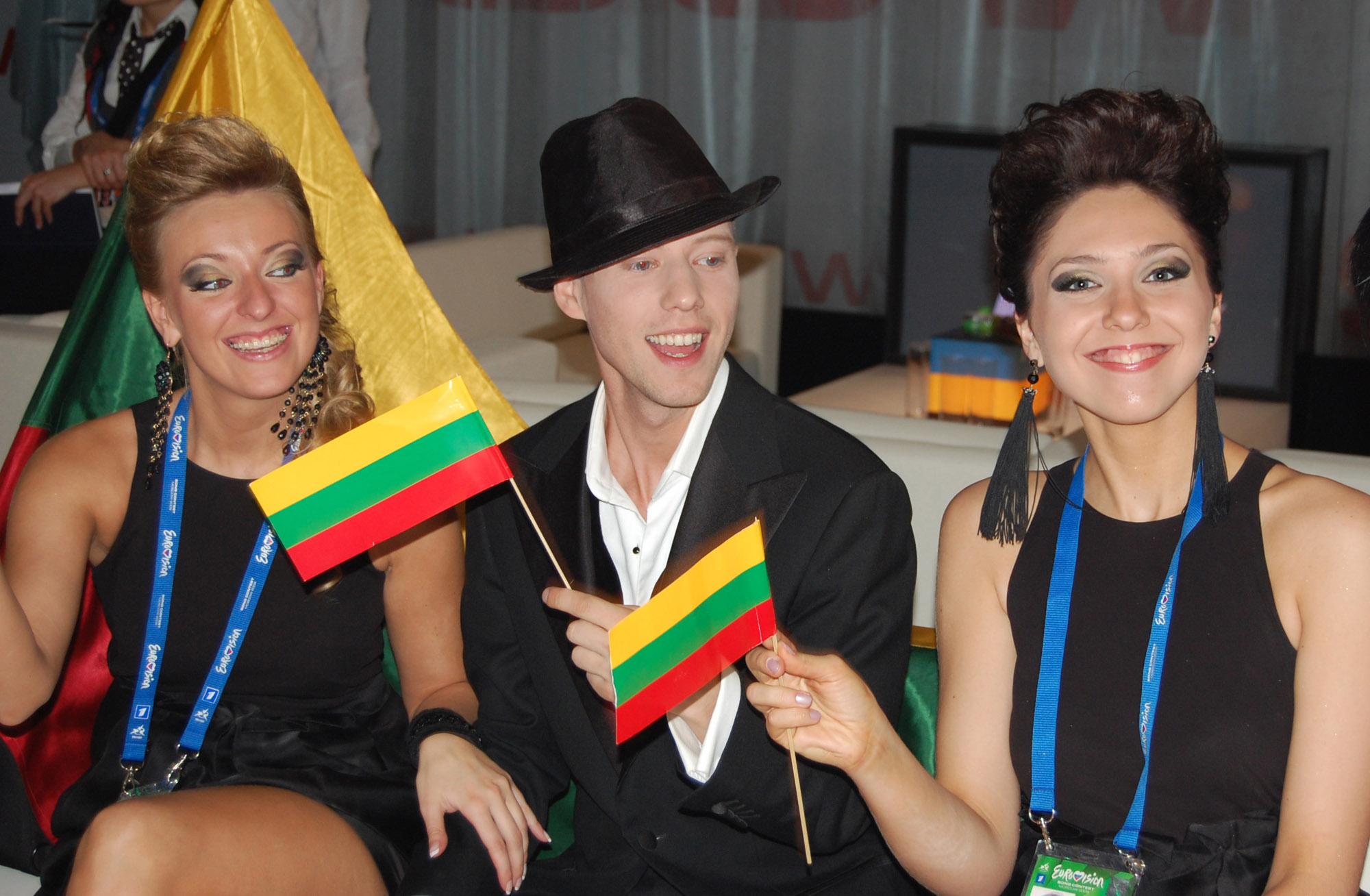
Sasha Son 2009
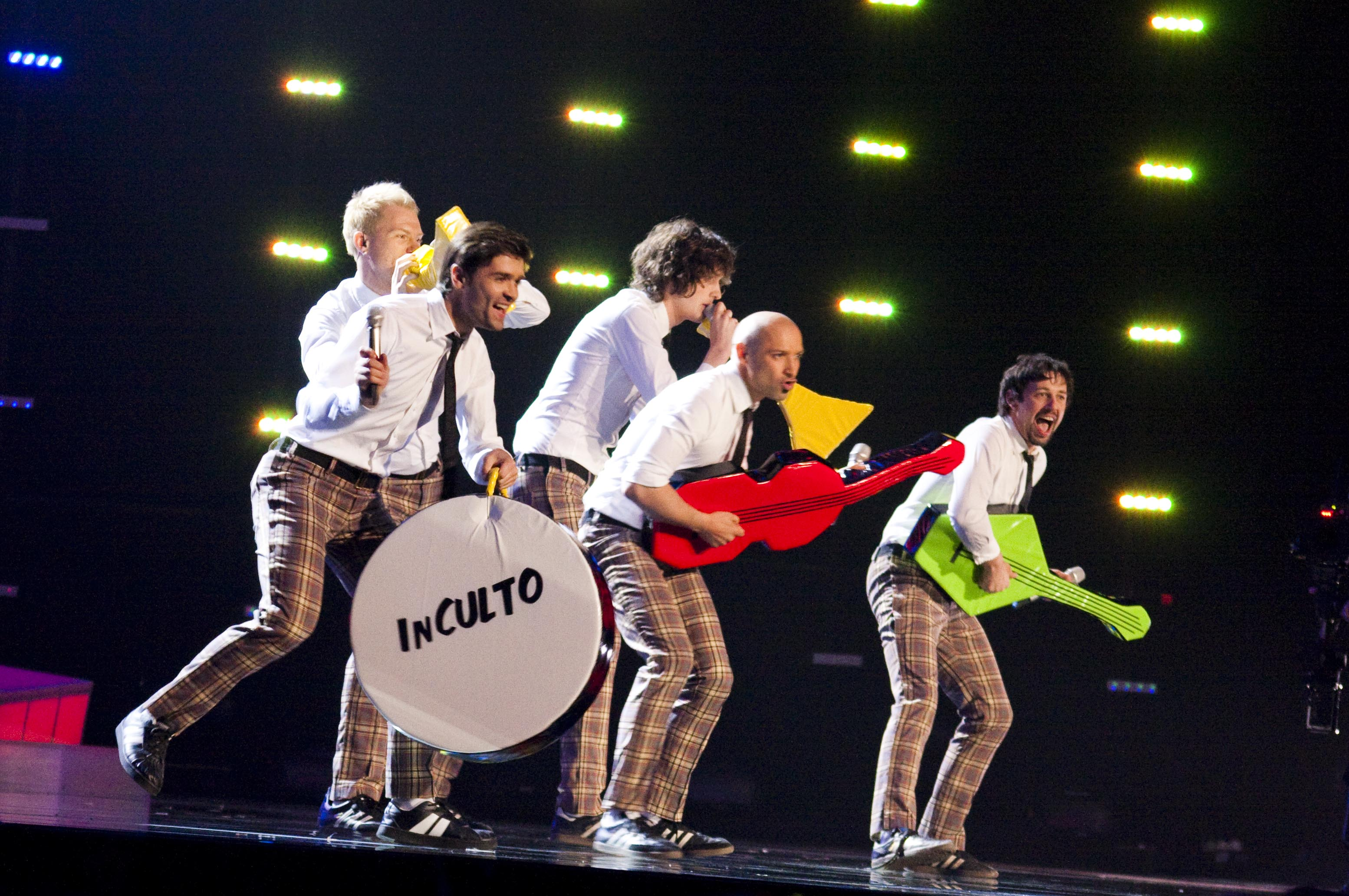
InCulto 2010
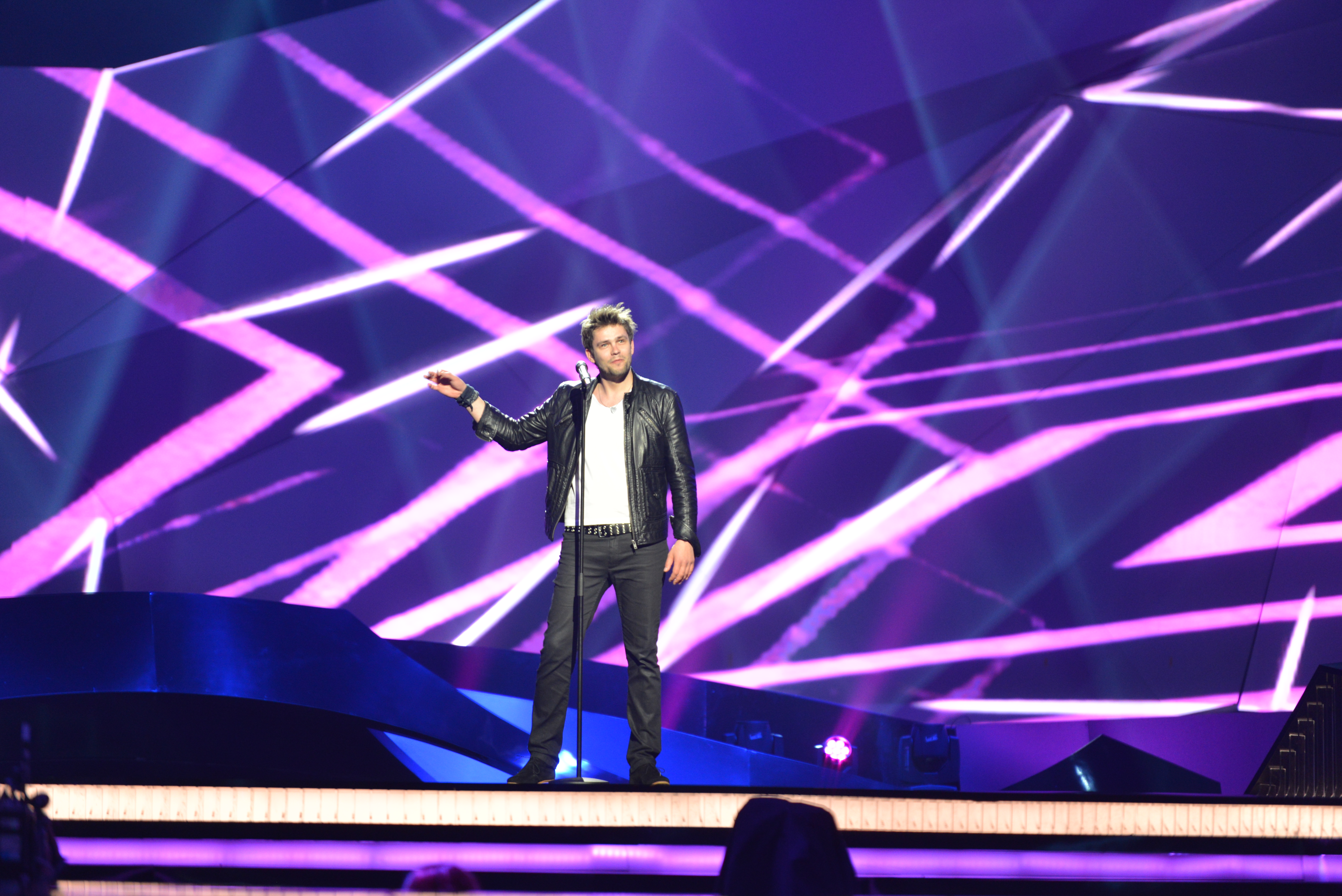
Andrius Pojavis 2013
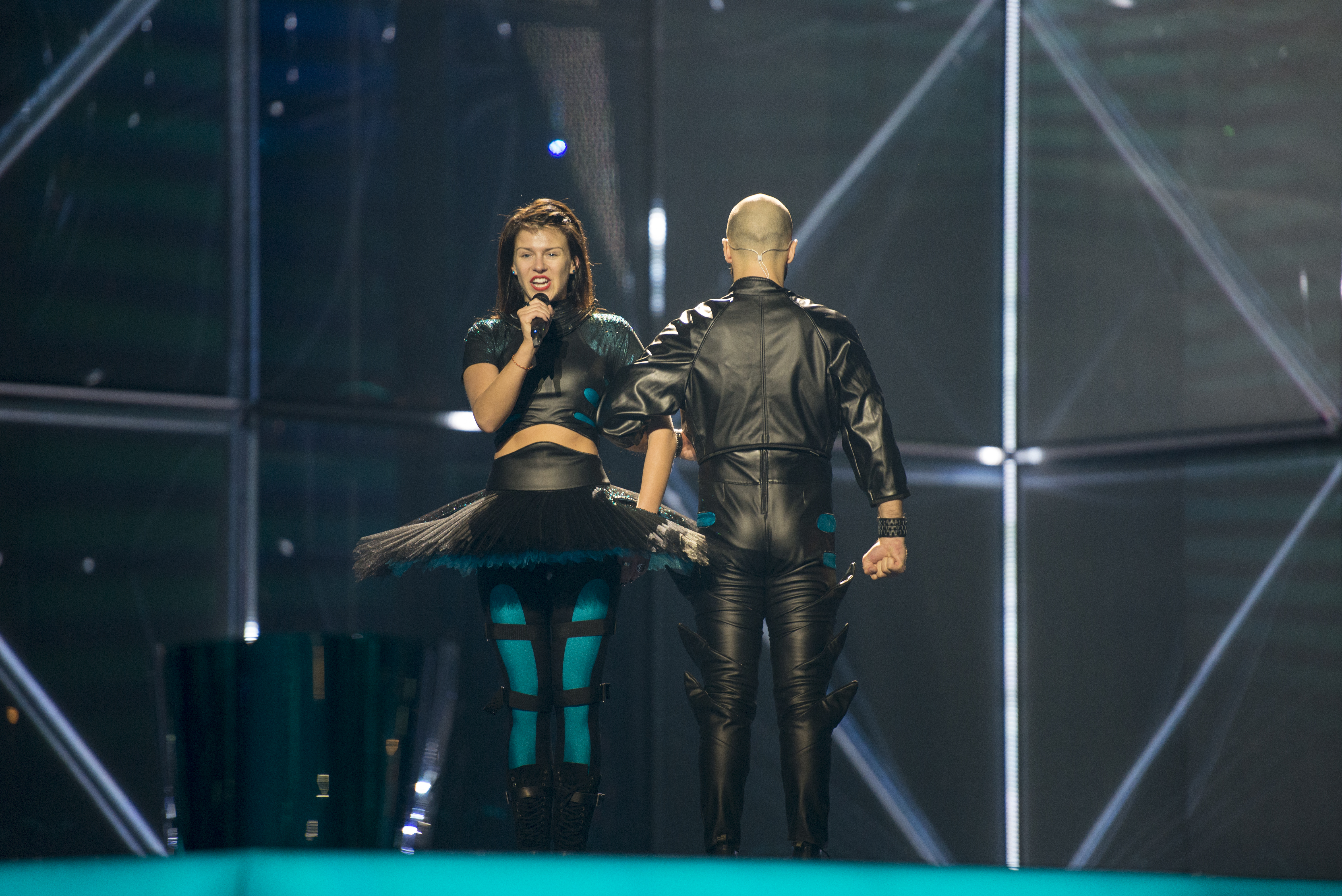
Vilija Matačiūnaitė 2014
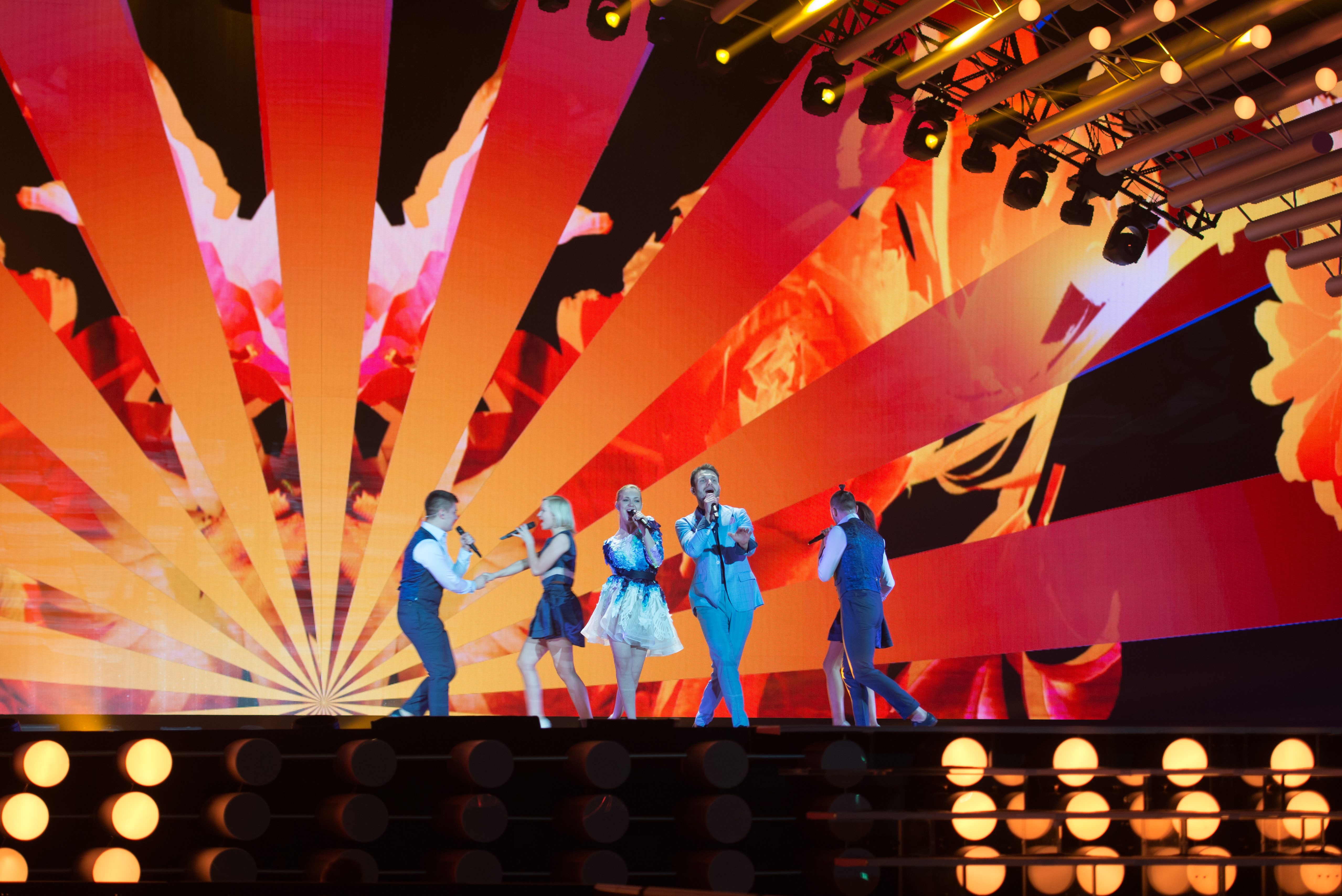
Monika Linkytė u. Vaidas Baumila 2015
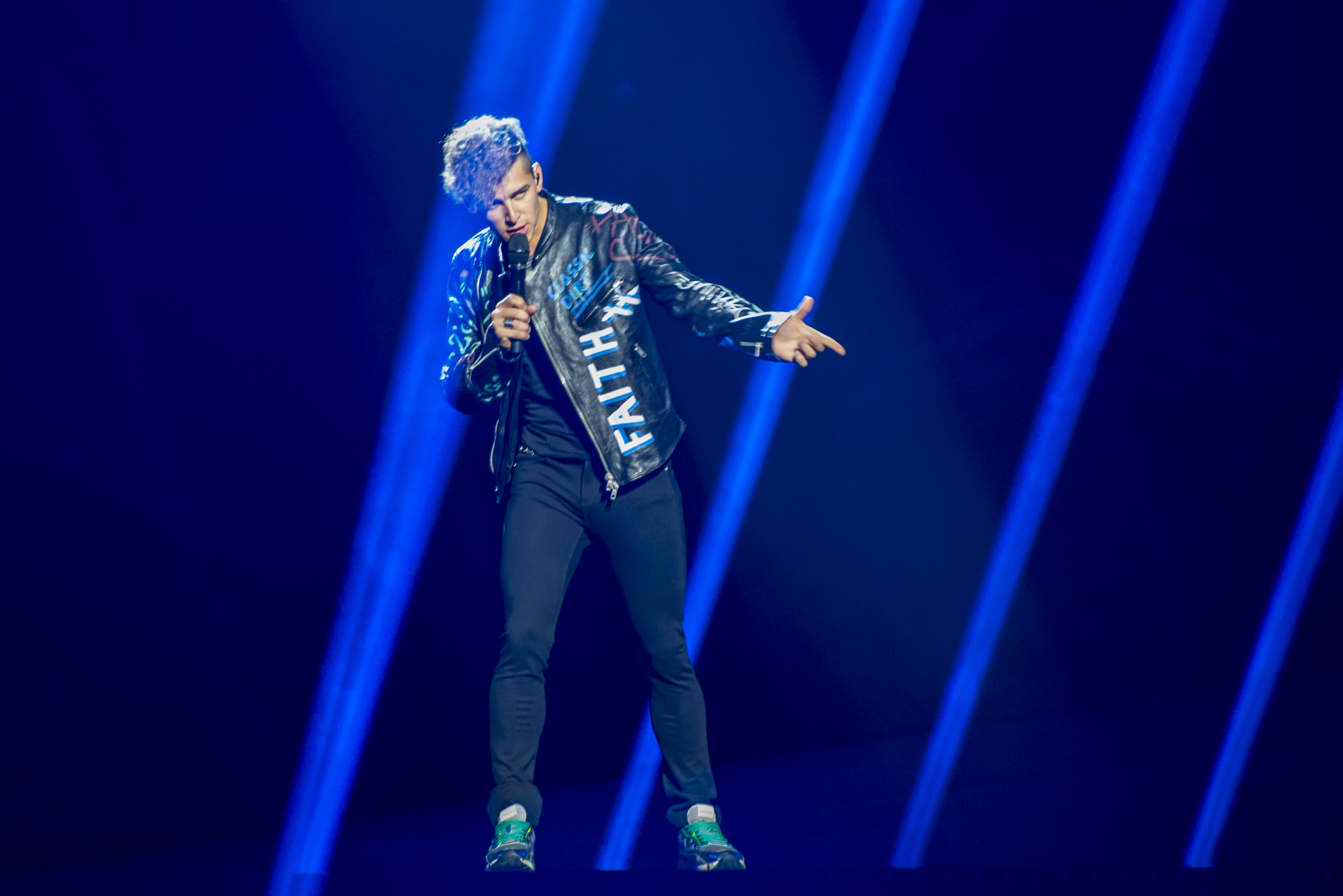
Donny Montell 2016
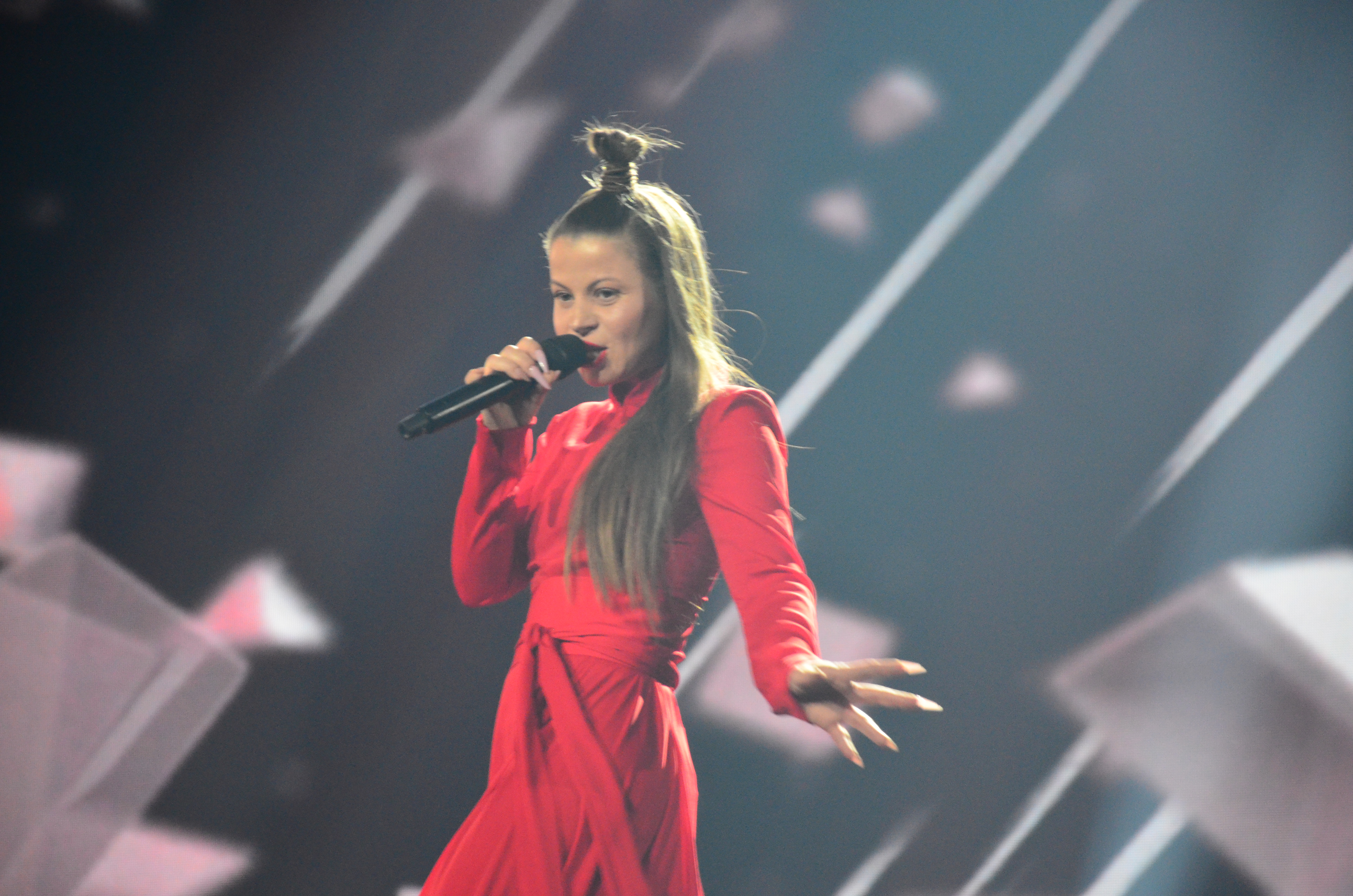
Fusedmarc 2017
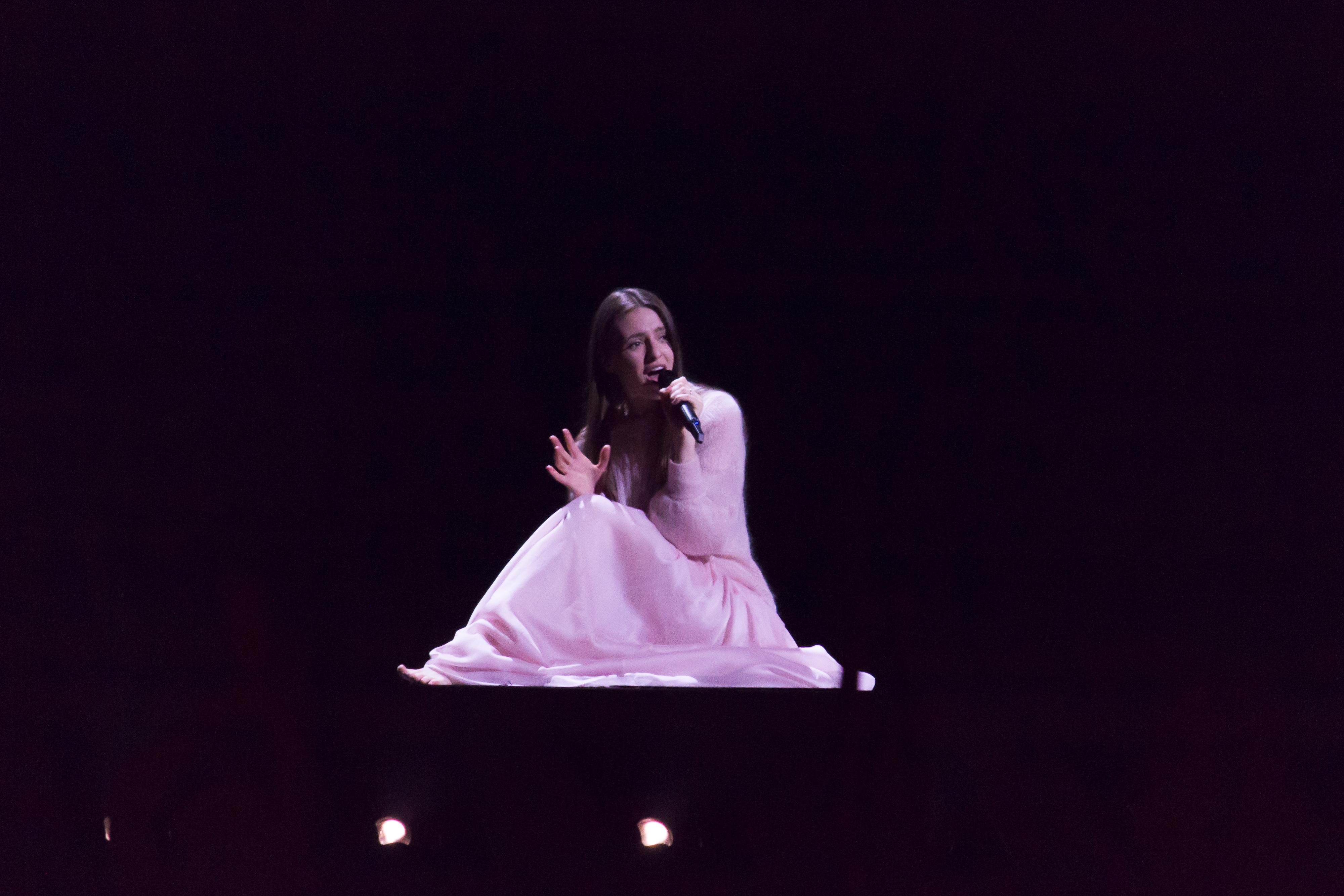
Ieva Zasimauskaitė 2018
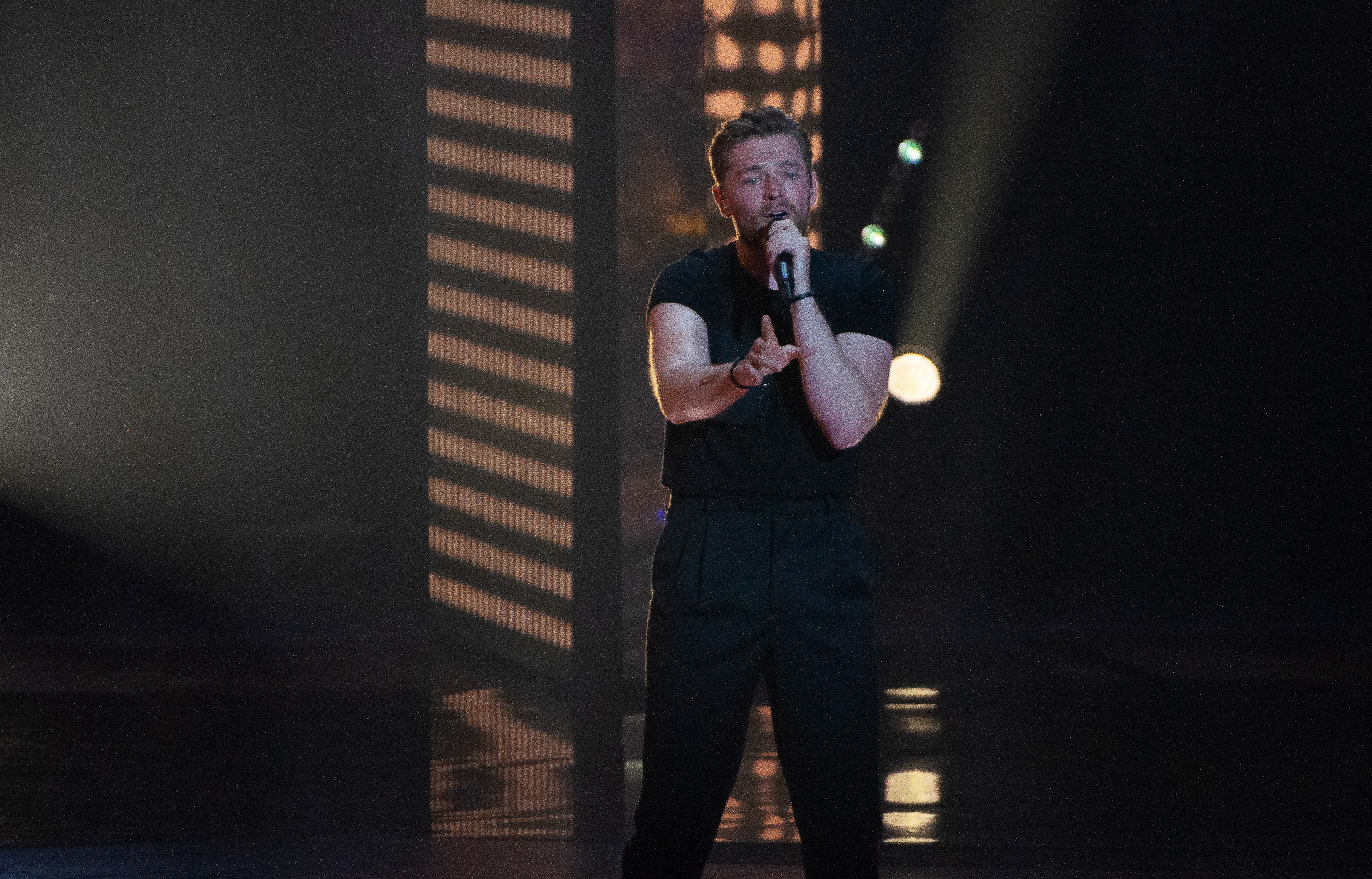
Jurij Veklenko 2019
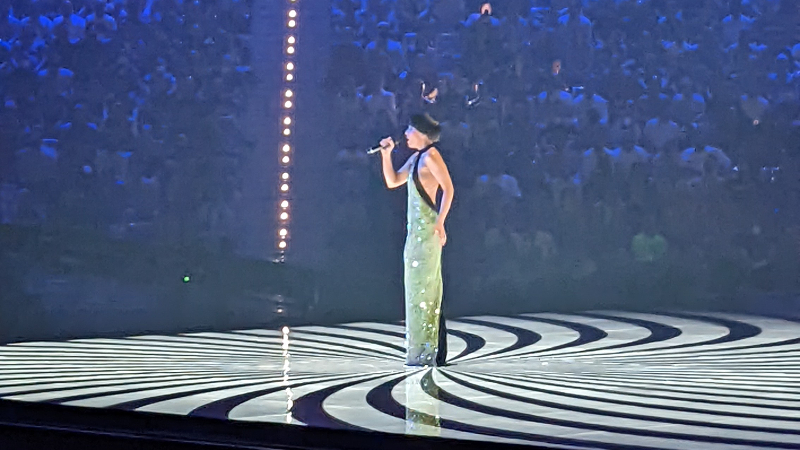
Monika Liu 2022
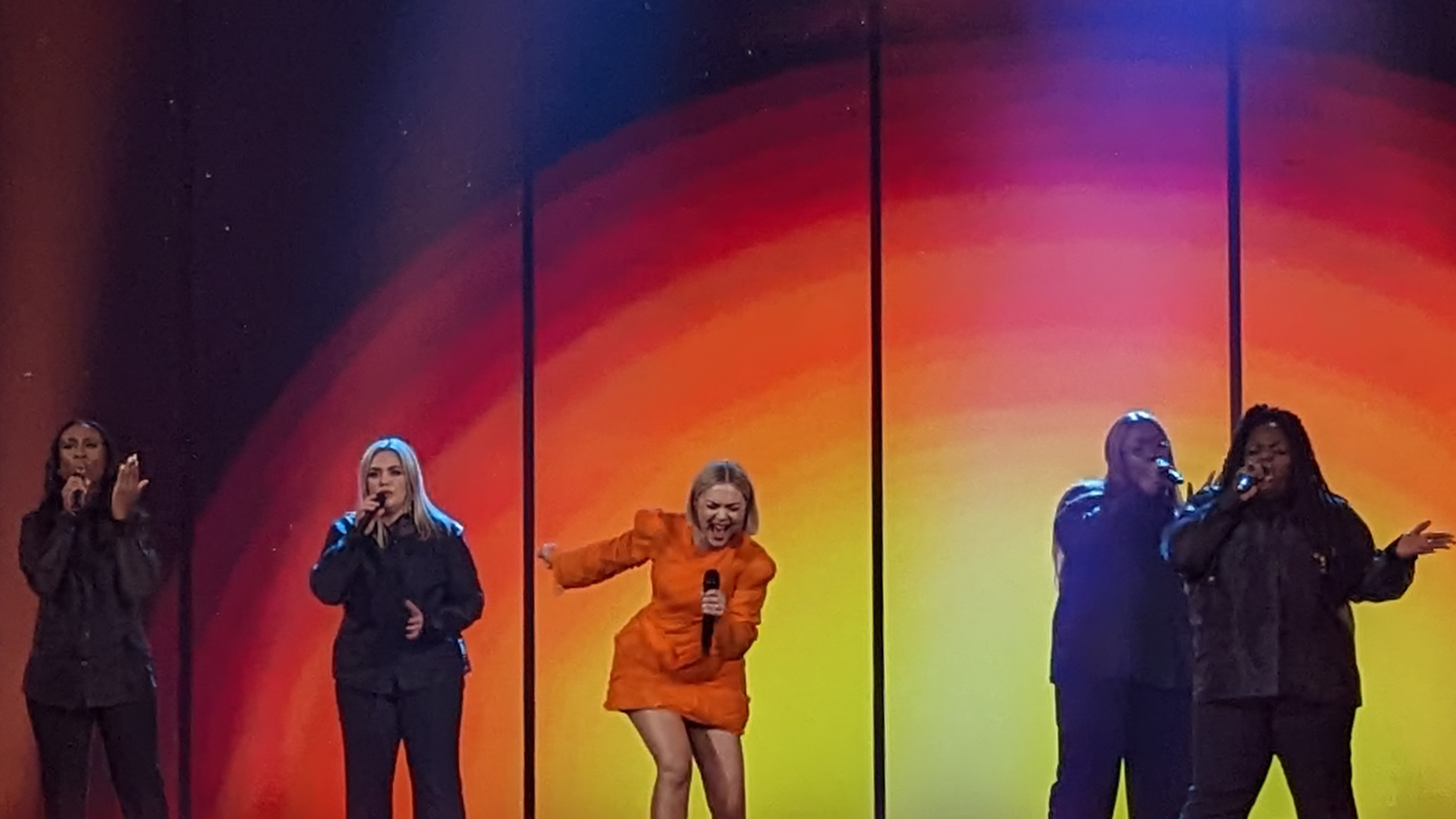
Monika Linkytė 2023
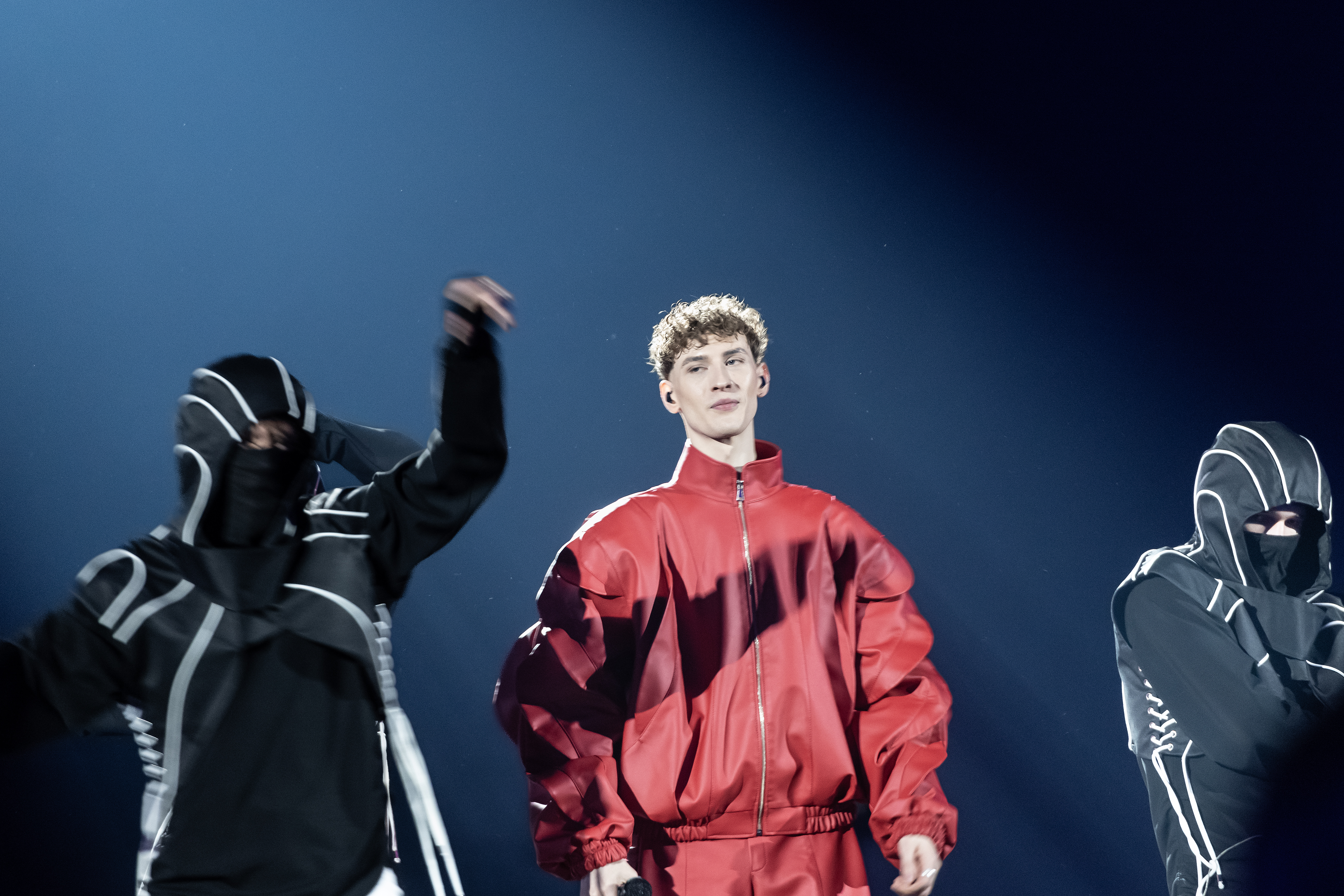
Silvester Belt 2024
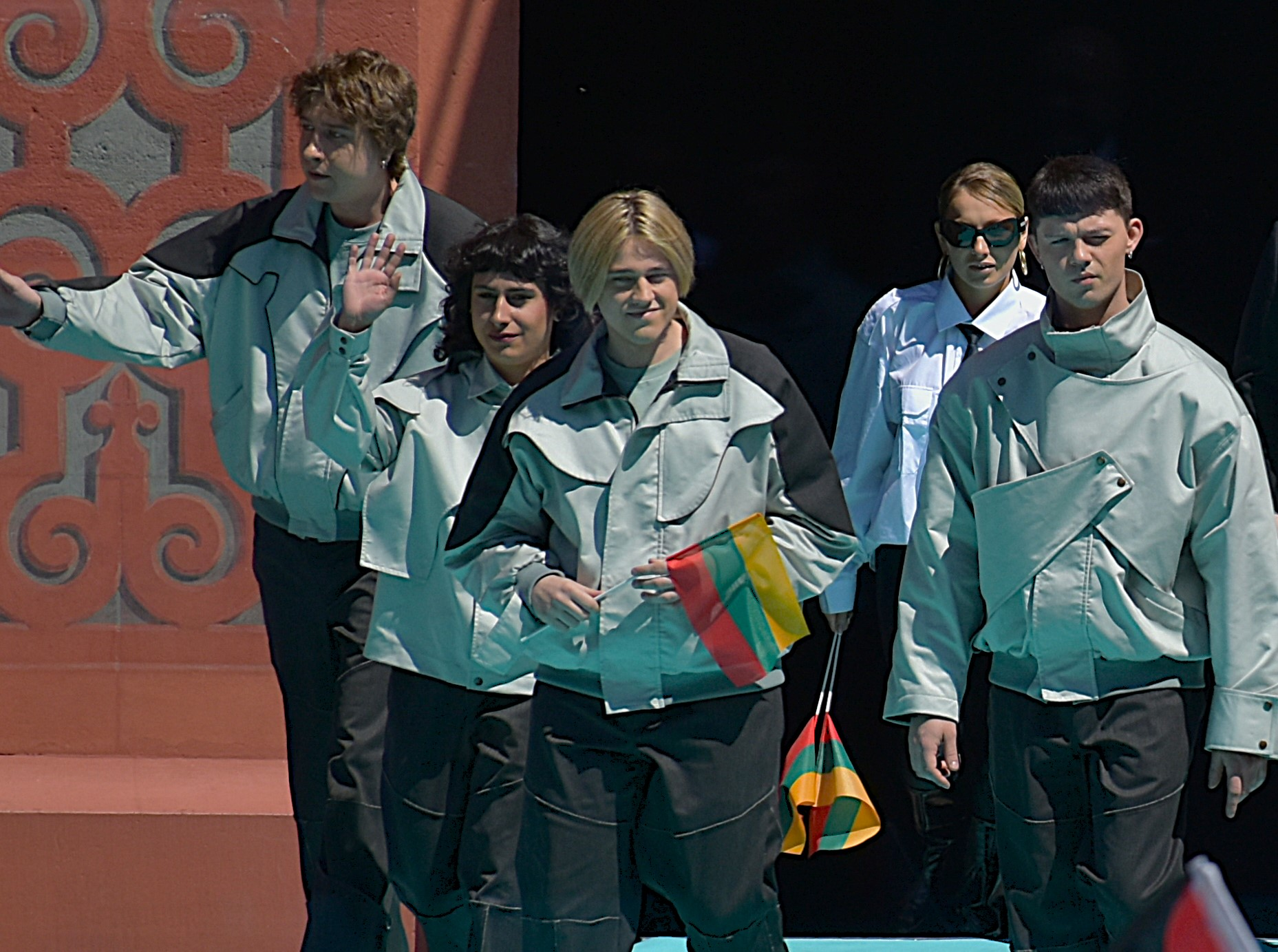
Katarsis 2025